# Kanga Akalé
Kanga Gauthier Akalé (Abidjan, 7 de Março de 1981) é um futebolista da Costa do Marfim que atua como meia. 

## Carreira
Akalé integrou o elenco da Seleção Marfinense de Futebol, na Copa do Mundo de 2006.